# Wittlich-Land
Wittlich-Land é uma Verbandsgemeinde do distrito de Bernkastel-Wittlich, Renânia-Palatinado, Alemanha. Está localizado próxima a cidade de Wittlich, a qual é a sede da organização, porém esta não faz parte da Verbandsgemeinde.
A Verbandsgemeinde Traben-Trarbach consiste nos seguintes municípios:
| 1. Altrich 2. Arenrath 3. Bergweiler 4. Binsfeld 5. Bruch 6. Dierscheid 7. Dodenburg 8. Dreis 9. Esch 10. Gladbach 11. Heckenmünster 12. Heidweiler | 1. Hetzerath 2. Hupperath 3. Klausen 4. Landscheid 5. Minderlittgen 6. Niersbach 7. Osann-Monzel 8. Platten 9. Plein 10. Rivenich 11. Salmtal 12. Sehlem |